# Балка Водяна (притока Жовтої)
Балка Водяна — балка (річка) в Україні у Кам'янському районі Дніпропетровської області. Ліва притока річки Жовтої (басейн Дніпра).

## Опис
Довжина балки приблизно 11,25 км, найкоротша відстань між витоком і гирлом — 9,92 км, коефіцієнт звивистості річки — 1,12. Формується декількома струмками та загатами. На деяких ділянках балка пересихає.

## Розташування
Бере початок на північній околиці села Культура. Тече переважно на південний захід через села Богдано-Надеждівку та Полтаво-Боголюбівку і у місті Жовті Води впадає в річку Жовту, ліву притоку річки Інгулець.

## Цікаві факти
- У селі Полтаво-Боголюбівка балку перетинає автошлях Р74[3] (автомобільний шлях регіонального значення в Україні. Проходить територією Дніпропетровської та Кіровоградської областей через П'ятихатки — Кривий Ріг — Широке. Загальна довжина — 49,5 км.)
- У XX столітті на балці існували скотні двори та декілька газових свердловин[2].